# 五百羅漢駅
五百羅漢駅（ごひゃくらかんえき）は、神奈川県小田原市扇町五丁目にある伊豆箱根鉄道大雄山線の駅。駅番号はID04。

## 歴史
- 1925年（大正14年）10月15日：開業。
- 1989年（平成元年）8月：駅舎改築。

## 駅構造
島式ホーム1面2線を有する地上駅。のりばは南側が1番線、北側が2番線。ホームの井細田方の端が階段となっており、ここから構内踏切を通って北側の駅本屋へ行く。また構内穴部方の北側には、伊豆箱根鉄道大雄山線保線支区の二階建ての建物がある。
1989年（平成元年）8月に改築された駅本屋はマンションを併設するほかテナントも入る、4階建ての建物である。この建物の一角に駅事務室と待合所が設けられており、自動券売機と乗車票発行機が一台ずつ置かれているほか、定期券などを販売する窓口もある。なお、建物や駅入口に表示された当駅の英語表記は「500 RAKAN STATION」となっている（ホームの駅名標や路線図では「GOHYAKURAKAN」や「Gohyakurakan」を使用）。
社員の配置される直営駅であるが、早朝と夕方以降は不在となる。

### のりば
| のりば | 路線     | 行先       |
| ------ | -------- | ---------- |
| 1      | 大雄山線 | 大雄山方面 |
| 2      | 大雄山線 | 小田原方面 |

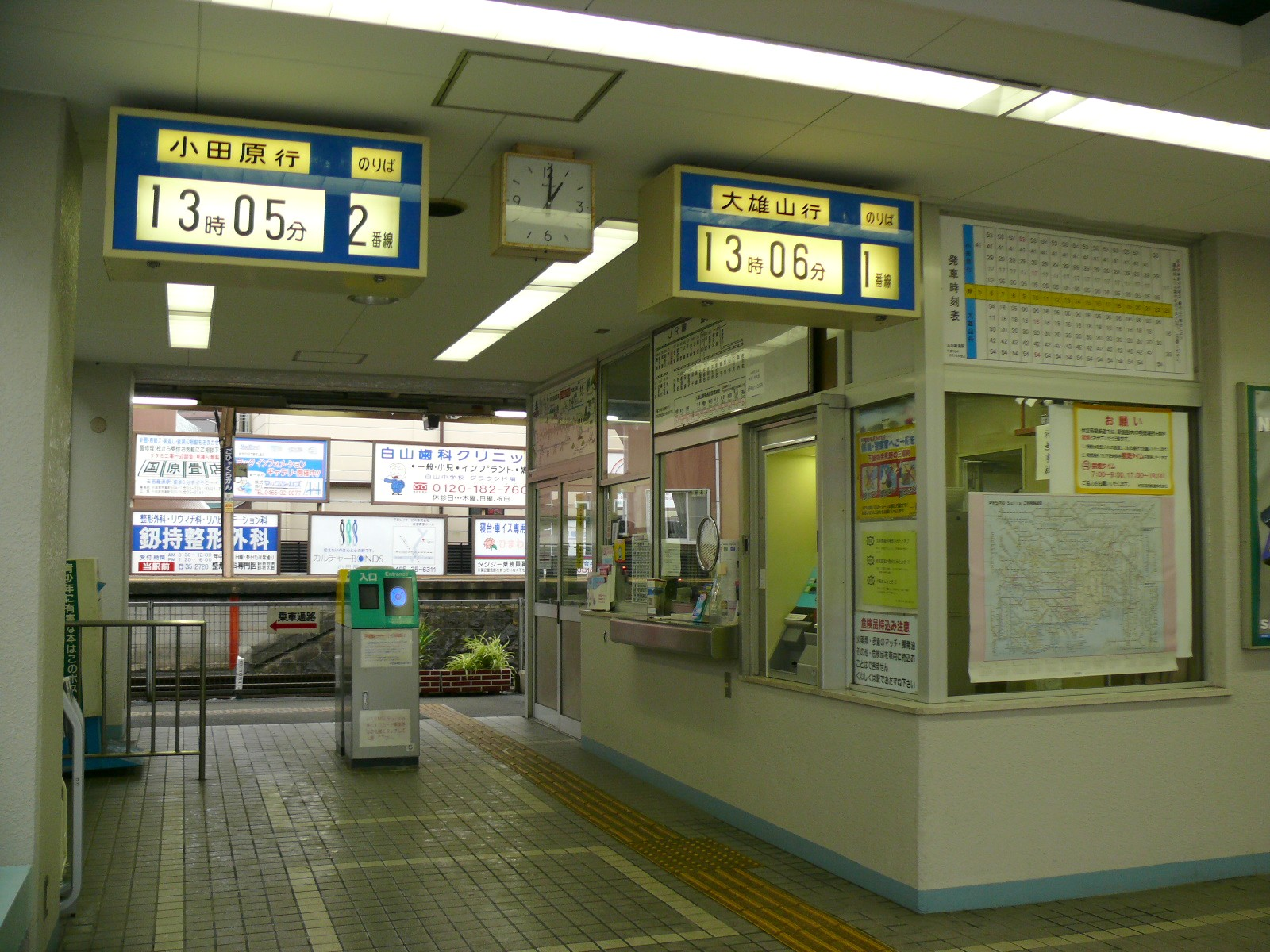
改札口（2008年12月）
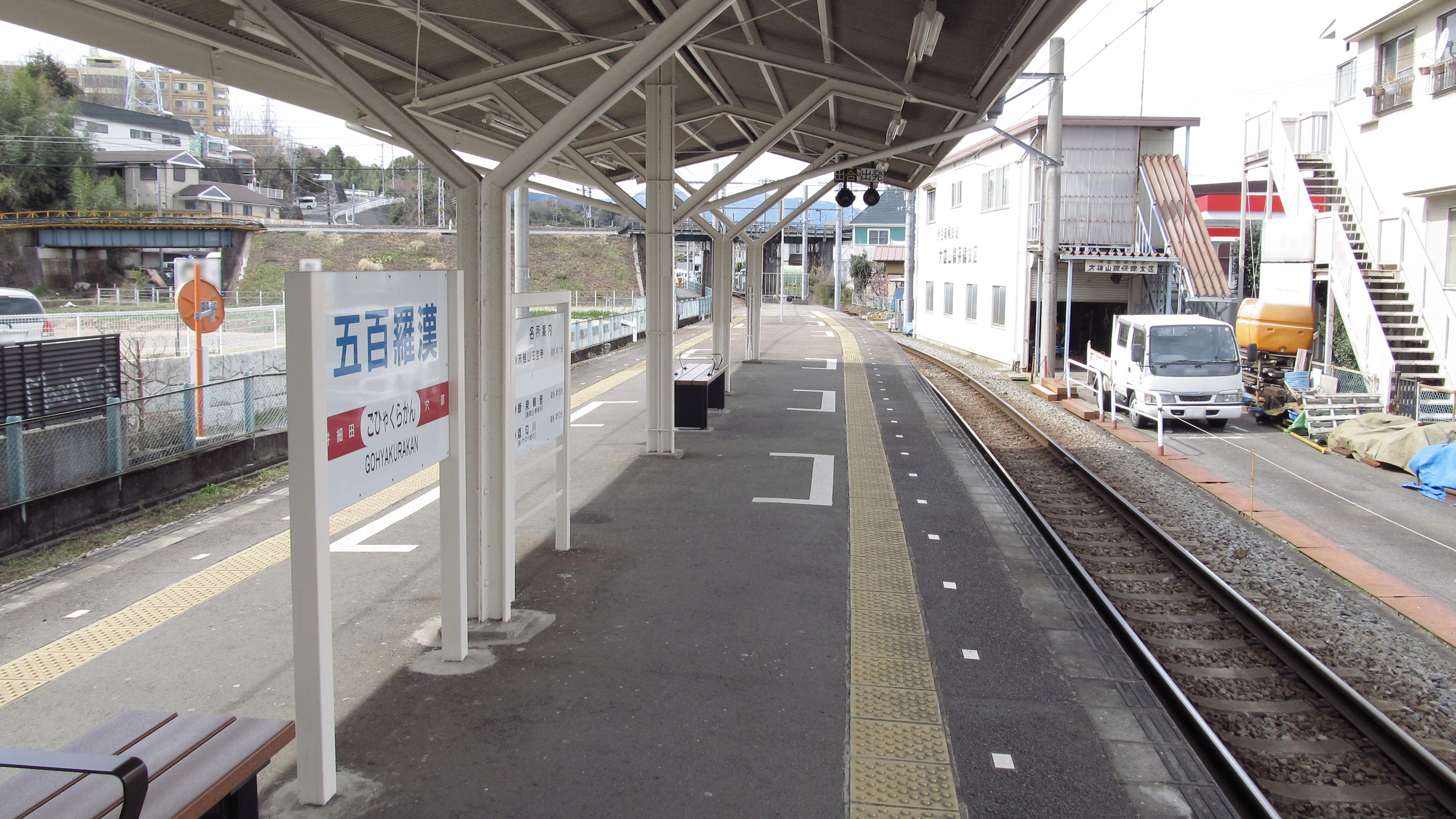
ホーム（2014年3月）

## 利用状況
各年度の1日平均乗車人員は下表の通り。
| 乗車人員推移       | 乗車人員推移     | 乗車人員推移 |
| 年度               | 1日平均 乗車人員 | 出典         |
| ------------------ | ---------------- | ------------ |
| 1998年（平成10年） | 893              | [ * 2 ]      |
| 1999年（平成11年） | 898              | [ * 3 ]      |
| 2000年（平成12年） | 867              | [ * 4 ]      |
| 2001年（平成13年） | 845              | [ * 4 ]      |
| 2002年（平成14年） | 794              | [ * 5 ]      |
| 2003年（平成15年） | 797              | [ * 6 ]      |
| 2004年（平成16年） | 787              | [ * 7 ]      |
| 2005年（平成17年） | 778              | [ * 8 ]      |
| 2006年（平成18年） | 825              | [ * 9 ]      |
| 2007年（平成19年） | 841              | [ * 10 ]     |
| 2008年（平成20年） | 822              | [ * 11 ]     |
| 2009年（平成21年） | 787              | [ * 12 ]     |
| 2010年（平成22年） | 742              | [ * 13 ]     |
| 2011年（平成23年） | 736              | [ * 14 ]     |
| 2012年（平成24年） | 746              | [ * 15 ]     |
| 2013年（平成25年） | 734              | [ * 16 ]     |
| 2014年（平成26年） | 748              | [ * 17 ]     |
| 2015年（平成27年） | 739              | [ * 18 ]     |
| 2016年（平成28年） | 730              | [ * 19 ]     |
| 2017年（平成29年） | 720              | [ * 20 ]     |
| 2018年（平成30年） | 726              | [ * 21 ]     |
| 2019年（令和元年） | 713              | [ * 22 ]     |
| 2020年（令和02年） | 546              | [ * 23 ]     |
| 2021年（令和03年） | 601              | [ * 1 ]      |

## 駅周辺
駅前を神奈川県道720号怒田開成小田原線が走る。駅名の由来となった五百羅漢像のある玉宝寺や、多古城址など、周辺には旧跡が多く存在する。
駅の構内穴部方で大雄山線をまたいでいる小田急小田原線は当駅の南300メートルほどの所に足柄駅を置いており、螢田駅の間の車窓から、当駅の姿を望むことが可能である。

### バス路線
かつては駅前の県道720号に「五百羅漢」バス停が置かれ、箱根登山バスの路線の発着があったが、2022年4月3日に路線廃止となり「五百羅漢」バス停も廃止された。

## 隣の駅
伊豆箱根鉄道
 大雄山線
井細田駅 (ID03) - 五百羅漢駅 (ID04) - 穴部駅 (ID05)